# 비제 (벨기에)

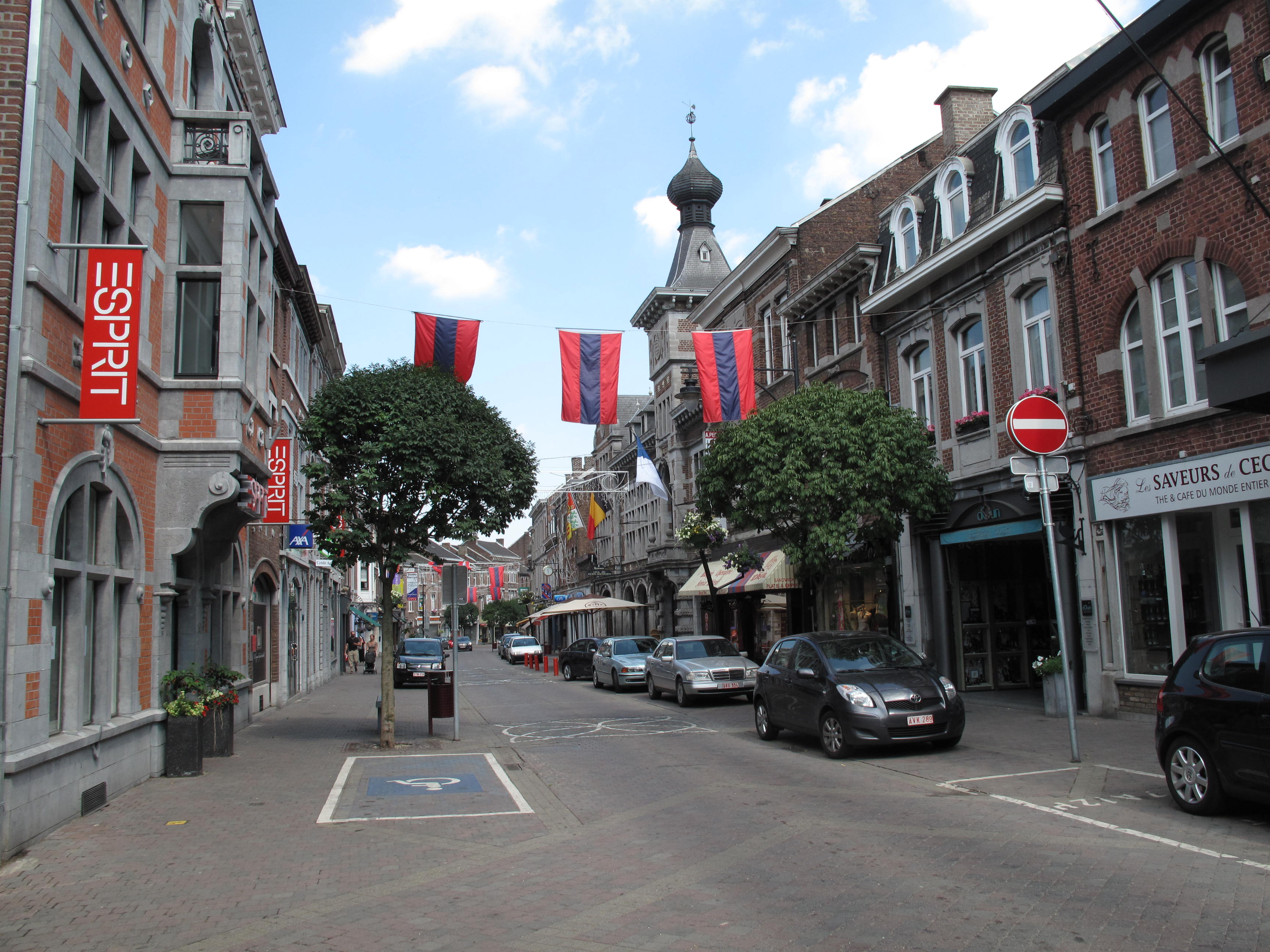
비제

비제의 위치

비제(프랑스어: Visé, 네덜란드어: Wezet 베젯[*])는 벨기에 왈롱 리에주주에 위치한 도시로 면적은 27.99km2, 인구는 17,333명(2013년 1월 1일 기준), 인구 밀도는 620명/km2이다.

시기
시 문장